# Neoserica bataviana
Neoserica bataviana är en skalbaggsart som beskrevs av Moser 1920. Neoserica bataviana ingår i släktet Neoserica och familjen Melolonthidae. Inga underarter finns listade i Catalogue of Life.